# Melidectes leucostephes
Melidectes leucostephes là một loài chim trong họ Meliphagidae.